# بیرگیت ساراپ

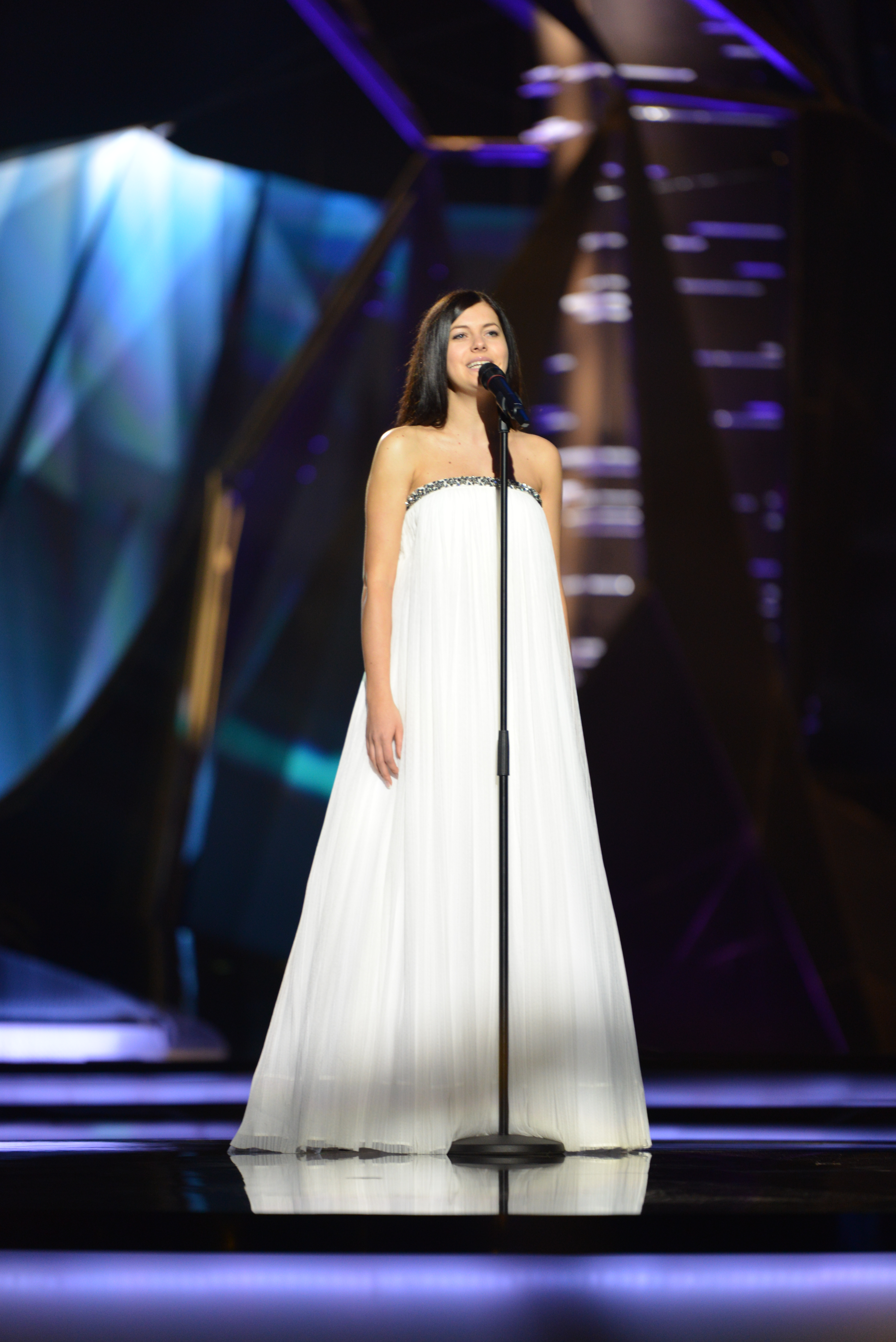
بیرگیت ساراپ در مسابقه آواز یوروویژن ۲۰۱۳

بیرگیت ساراپ (انگلیسی: Birgit Sarrap؛ زادهٔ ۲۴ سپتامبر ۱۹۸۸) با نام اصلی بیرگیت اویگمیل یک خواننده پاپ اهل استونی است. وی از سال ۲۰۰۷ میلادی تاکنون مشغول فعالیت بوده‌است.
وی نماینده کشور استونی در مسابقه آواز یوروویژن ۲۰۱۳ بوده و در جایگاه بیستم قرار گرفته است.

## آلبوم‌ها
- بیرگیت اویگمیل (۲۰۰۸-۰۱-۲۵)
- Ilus aeg (۲۰۰۸-۱۱-۱۱)
- Teineteisel pool (۲۰۰۹-۱۱-۱۹)
- Uus algus (۲۰۱۳-۱۲-۰۳)